# Imre Bíró
Imre Bíró (Porcesti, Rumania; 17 de abril de 1958-5 de noviembre de 2023) fue un futbolista rumano que jugó en la posición de delantero centro.

## Carrera

### Club
| Periodo   | Club                  |
| --------- | --------------------- |
| 1977-1978 | CSM Avântul Reghin    |
| 1978-1983 | ASA Târgu Mureș       |
| 1984-1985 | FC Politehnica Iași   |
| 1985–1990 | FC Universitatea Cluj |
| 1990–1991 | Győri ETO FC          |
| 1991–1992 | FC Sopron             |

### Selección nacional
Jugó para Rumania en una ocasión en una victoria por 1-0 ante Polonia en un partido amistoso en 1978. Anteriormente había jugado cuatro partidos con la selección sub-21 y anotó un gol.